# Massacre du festival de musique de Réïm
Le massacre du festival de musique de Réïm, ou massacre du festival Nova se déroule le 7 octobre 2023, au début de l'invasion d'Israël par des terroristes du Hamas, dans le cadre de l'opération Déluge d'al-Aqsa. Ceux-ci, après avoir pénétré en Israël à partir de la bande de Gaza, commettent un massacre de civils réunis lors d'un festival de musique électronique près du kibboutz de Réïm, dans le désert du Néguev, au sud du pays. Trois cent soixante quatre personnes sont assassinées et de nombreuses autres blessées. Les terroristes capturent aussi des otages.
Le festival de musique est l'une des premières cibles de l'attaque surprise contre Israël, lancée par le Hamas, amorçant la guerre à Gaza.

## Préambule
Le 6 octobre 2023, le festival de musique trance en plein air, d'une durée d'un week-end, appelé Supernova Sukkot Gathering,, débute dans le désert occidental du Néguev,, à environ 5 km de la frontière entre la bande de Gaza et Israël, près du kibboutz de Réïm,. Il est produit par un organisateur appelé Nova en tant qu'édition israélienne d'Universo Paralello,,, un festival de psytrance originaire de Bahia, au Brésil. Selon l'organisateur, le site n'a été réservé que deux jours auparavant, après que l'emplacement initial du sud d'Israël s'est désisté. La rave party, qui doit coïncider avec la fête juive de Sim'hat Torah, est présentée comme une célébration des « amis, de l'amour et de la liberté infinie ». Le site du festival comprend trois scènes, une zone de camping et un espace avec un bar et de l'alimentation. Les participants décrivent la foule comme étant principalement composée d'Israéliens âgés de 20 à 40 ans, venus de tout le pays. Le nombre de participants est estimé à 3 500, mais les chiffres varient,. Une douzaine de gardes de sécurité sont présents au festival, mais ils ne portent ni gilet pare-balles ni casque, et ne sont équipés que d'armes de poing,.

## Attaque
Au petit matin du 7 octobre 2023, à partir de 6 h 30, un barrage de roquettes se fait entendre dans les environs du festival, permettant ainsi de couvrir l'infiltration de plusieurs membres armés du Hamas en territoire israélien, dont certains en parapentes motorisés. Après l'infiltration, le commandant de police responsable de la sécurité sur les lieux du festival ordonne la dispersion de la foule.
Vers 7 heures du matin, en pleine intrusion depuis la bande de Gaza, la police et les agents de sécurité privés présents sur place installent un point de contrôle à l'entrée du festival, se positionnant pour combattre toute attaque. Armés principalement d’armes de poing, ils tentent de repousser les assaillants, armés de fusils d’assaut, grenades et autres armes lourdes. Un char israélien vient en aide, mais les assaillants réussissent à prendre possession du véhicule après avoir tué la quasi-totalité des occupants du char. Ils réussissent à franchir le point de contrôle et pénétrer l'enceinte du festival vers 11 h 45. Les communications entre les représentants de la police sur les lieux et ceux du commandant sud de Tsahal sont ensuite confuses et l'aide de l'armée tarde à arriver,.
Une fois dans l'enceinte du festival, les assaillants établissent un poste de commandement et débutent le massacre des festivaliers restants. Un participant de la rave party déclare qu'après avoir coupé l'électricité, un groupe d'environ 50 hommes armés du Hamas est arrivé dans des camionnettes et a tiré dans toutes les directions. Une panique généralisée s'empare des participants à la fête et les gens courent vers leurs véhicules alors que des roquettes volent au-dessus de leurs têtes. Des terroristes se positionnent de part et d'autre de la route 232 pour ouvrir le feu sur les voitures qui tentent de s'échapper.

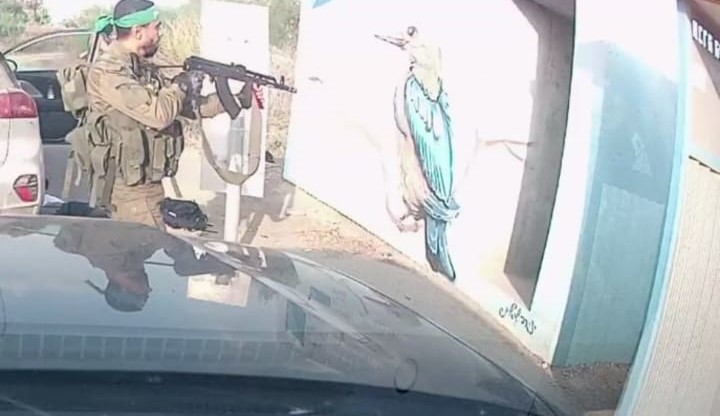
Un tireur du Hamas pointe son arme vers un abri où se cachent des participants du festival.

Les victimes tentent de se cacher dans des bennes ou dans des buissons, le terrain étant ouvert et ne laissant peu d'endroits où se cacher. Une trentaine de personnes se cachent dans un abri en béton dans lequel les terroristes lancent une grenade avant de tirer. Méthodiquement, les festivaliers sont tués par les assaillants, bien que certains, bien dissimulés, réussissent à survivre. 
Selon des images relayées sur les réseaux sociaux, plusieurs festivaliers sont enlevés – des rapports ultérieurs estiment leur nombre à 40 – puis emmenés dans la bande de Gaza pour servir d'otages afin d'être échangés contre des Palestiniens détenus par Israël,.
Des images du site, prises par un drone et vérifiées de manière indépendante, montrent des dizaines de voitures brûlées et des traces de dérapage. Des photographies prises après l'attaque montrent des dizaines de corps sur le site du festival, dont un corps gravement brûlé attaché par des câbles.

### Agressions sexuelles

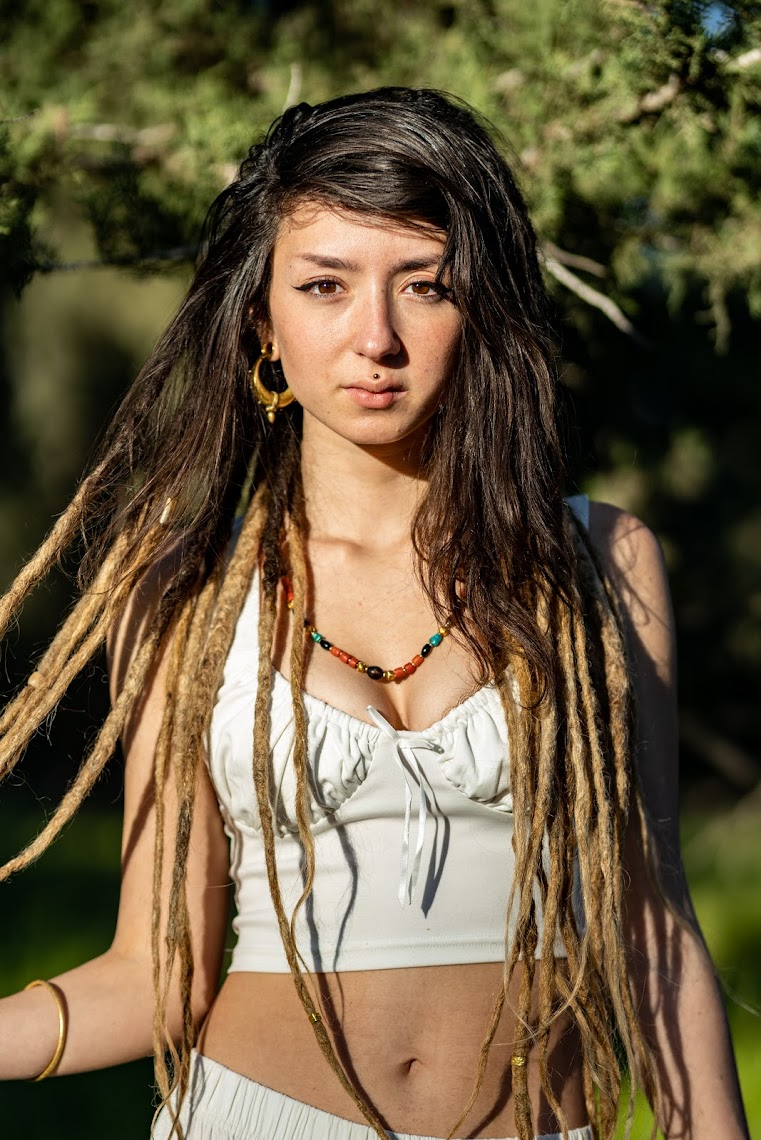
Shani Louk, festivalière assassinée le 7 octobre 2023 au festival Nova, dont le corps est retrouvé le 17 mai 2024 dans les tunnels de Gaza (portrait en 2021).

Durant le massacre du festival de musique de Réïm, plusieurs femmes ont été agressées sexuellement. La plupart est ensuite tuée par les agresseurs, les témoignages proviennent donc des survivants ayant assisté aux agressions,.
Le Hamas a exhibé le corps meurtri de Shani Nicole Louk, une tatoueuse de 22 ans ayant la double nationalité allemande et israélienne, vêtue uniquement de ses sous-vêtements, à l'arrière d'une camionnette ; la vidéo montre des hommes armés scandant « Allahu akbar », l'un entourant sa jambe sur sa taille, un autre saisissant ses cheveux, et un homme dans la foule crachant sur son corps. 
D'autres images de l'attaque, postées sur une chaîne Telegram, comprennent des représentations choquantes de meurtres et de prises d'otages.
Des secouristes de l'organisation Zaka découvrent des corps de victimes, dont ils prennent des photos. Selon l'un d'eux, un couteau ou une paire de ciseaux a été plantée dans l'entrejambe de l'une d'entre elles.
À 12 h 30, un petit groupe de soldats de Tsahal arrive sur les lieux, mais c'est à 15 heures qu'arrive un contingent plus important des forces de Tsahal.

## Bilan
ZAKA, le groupe d'intervention d'urgence bénévole israélien, a déclaré avoir récupéré au moins 260 corps sur les lieux de la fête,,,. Ce nombre de morts a augmenté, car d'autres organisations paramédicales se sont également rendues sur les lieux. Le nombre final de victimes recensé est de 364 morts.
Le nombre de blessés s'élève à environ 2 000.

## Enlèvements
Les assaillants ont enlevé une quarantaine de participants, ; des vidéos diffusées sur les médias sociaux les montrent en train d'être capturés par leurs ravisseurs armés. Les participants du festival enlevés ont été emmenés dans la bande de Gaza, où certains sont filmés dans des vidéos de propagande du Hamas. Des parents et des amis des disparus cherchent des informations sur ces derniers.

## Commémorations
Un documentaire de 52 minutes appelé Nova est réalisé à partir des images du massacre. Il rassemble 212 éléments différents, dont des vidéos, des messages vocaux et des images de vidéosurveillance. Le documentaire est projeté à Jérusalem devant des journalistes internationaux, et toutes les chaînes israéliennes sont autorisées à le diffuser gratuitement.
Le KKL a entrepris la plantation de nouveaux arbres sur le lieu du massacre.

## Analyses
Les enquêtes des services de sécurité israéliens concluent qu'il était peu probable que le Hamas ait eu connaissance à l'avance de la tenue du festival, citant, entre autres éléments de preuve, que le festival devait durer jusqu'au 6 octobre et n'avait été prolongé que récemment jusqu'au 7 octobre. La ville de Netivot aurait été leur cible initiale, mais le bataillon aurait rebroussé chemin après avoir remarqué le groupe et se serait dirigé dans sa direction, où il a commis le massacre. Continuant ensuite sa route vers Netivot, il rebrousse encore une fois son chemin après avoir vu un char israélien pour rejoindre une autre partie du bataillon au kibboutz Be'eri pour perpétrer le massacre de Be'eri,.
En février 2024, l'Association des centres d'aide aux victimes de viol en Israël (ARCCI) publie un rapport listant l'ensemble des éléments portant sur les agressions sexuelles lors du 7 octobre, et en particulier au festival Nova.